# Forlag (fremstillingsorganisering)
 For alternative betydninger, se Forlag (flertydig). (Se også artikler, som begynder med Forlag)
Forlag var en fremstillingsvirksomhed, der var organiseret således, at vareforædlingen blev udført af de ansatte (som regel landbofolkningen men omkring år 1900 også bybefolkningen) i de enkelte hjem, mens råvareforsyningen og afsætningen af færdigvarer blev styret af hosekræmmere eller købstadskøbmænd.
 Der er for få eller ingen kildehenvisninger i denne artikel, hvilket er et problem. Du kan hjælpe ved at angive troværdige kilder til de påstande, som fremføres i artiklen.

| Erhverv og erhvervsliv | Spire Denne artikel om erhverv, erhvervsliv og arbejdsmarked er en spire som bør udbygges. Du er velkommen til at hjælpe Wikipedia ved at udvide den. |